# Сан-Мамес-де-Бургос
Сан-Мамес-де-Бургос (ісп. San Mamés de Burgos) — муніципалітет в Іспанії, у складі автономної спільноти Кастилія-і-Леон, у провінції Бургос. Населення — 297 осіб (2010).
Муніципалітет розташований на відстані близько 210 км на північ від Мадрида, 8 км на захід від Бургоса.
На території муніципалітету розташовані такі населені пункти: (дані про населення за 2010 рік)
- Кінтанілья-де-лас-Карретас: 38 осіб
- Сан-Мамес-де-Бургос: 259 осіб

## Демографія
Динаміка населення (INE ):